# 다카마쓰코토히라 전기 철도 나가오선
나가오 선(일본어: 長尾線)은 다카마쓰코토히라 전기 철도의 철도 노선 가운데 하나이다. 일본 가가와현 다카마쓰시에 있는 가와라마치역과 사누키시에 있는 나가오역을 잇는다.

## 운행 형태
낮 시간대에는 고토히라 선 다카마쓰 축항 ~ 나가오 구간이 20분 간각으로 아침·저녁 시간은 12분 간각으로 운행된다.

## 차량

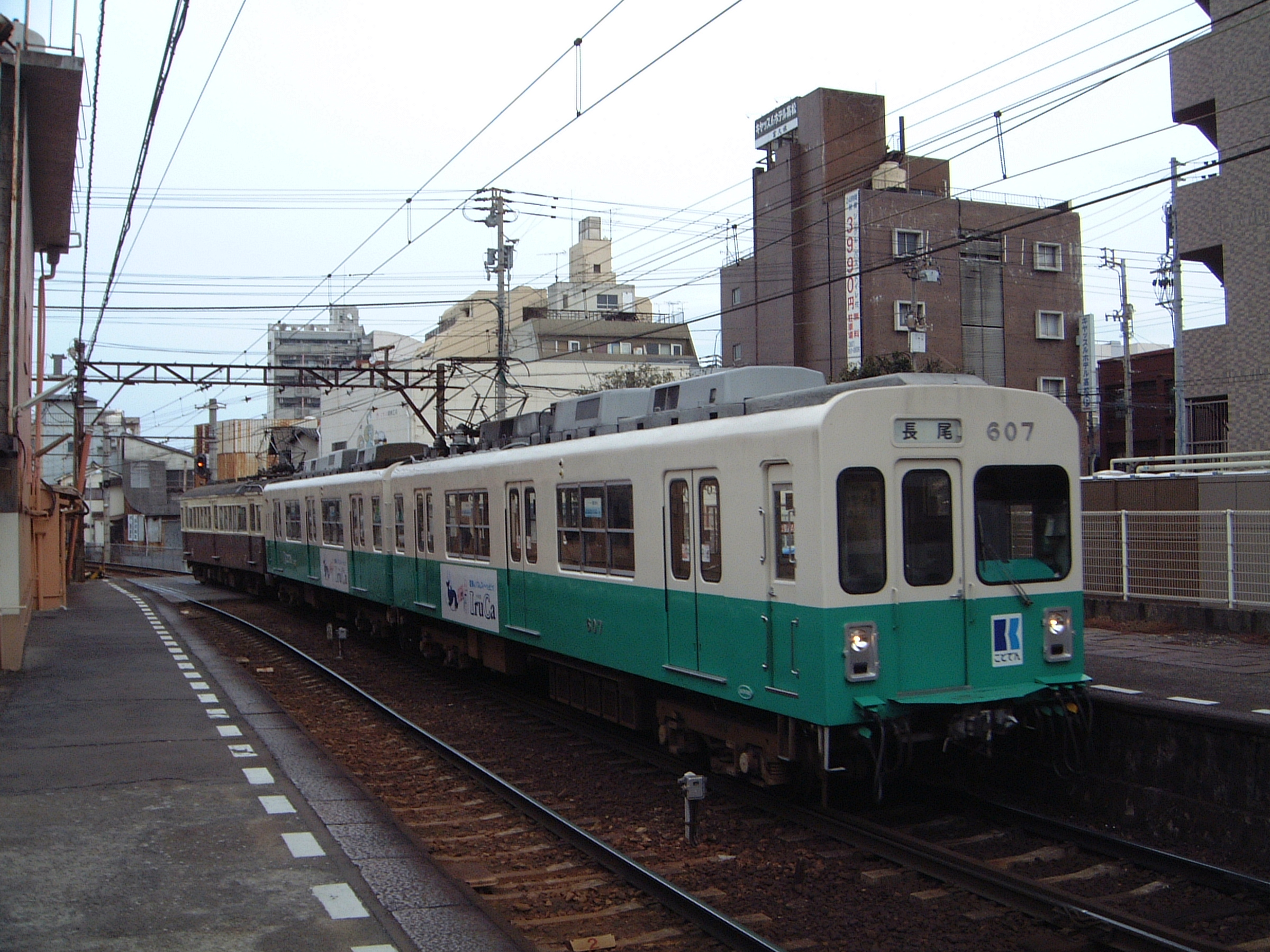
600형 0번대
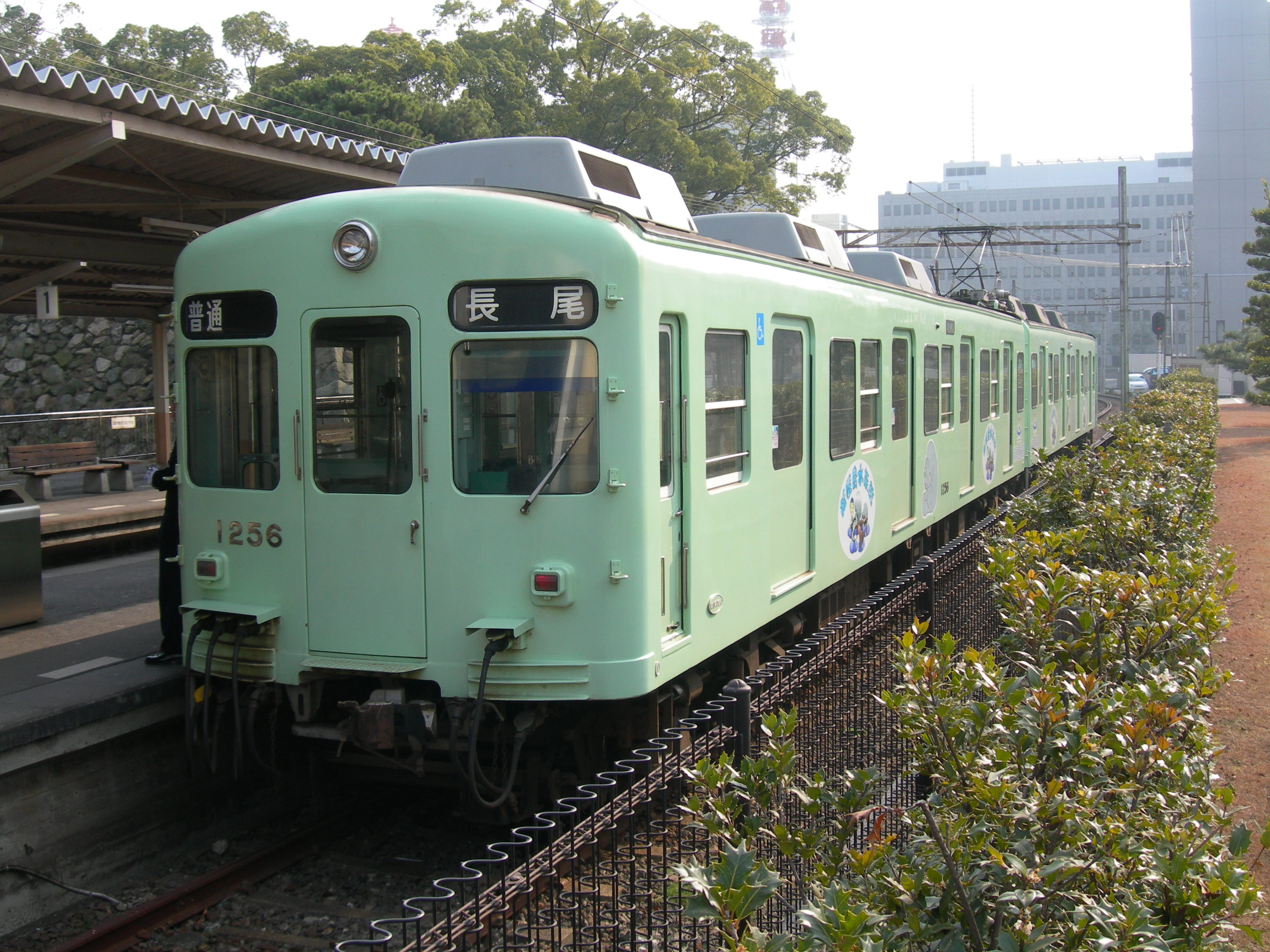
1200형 50번대
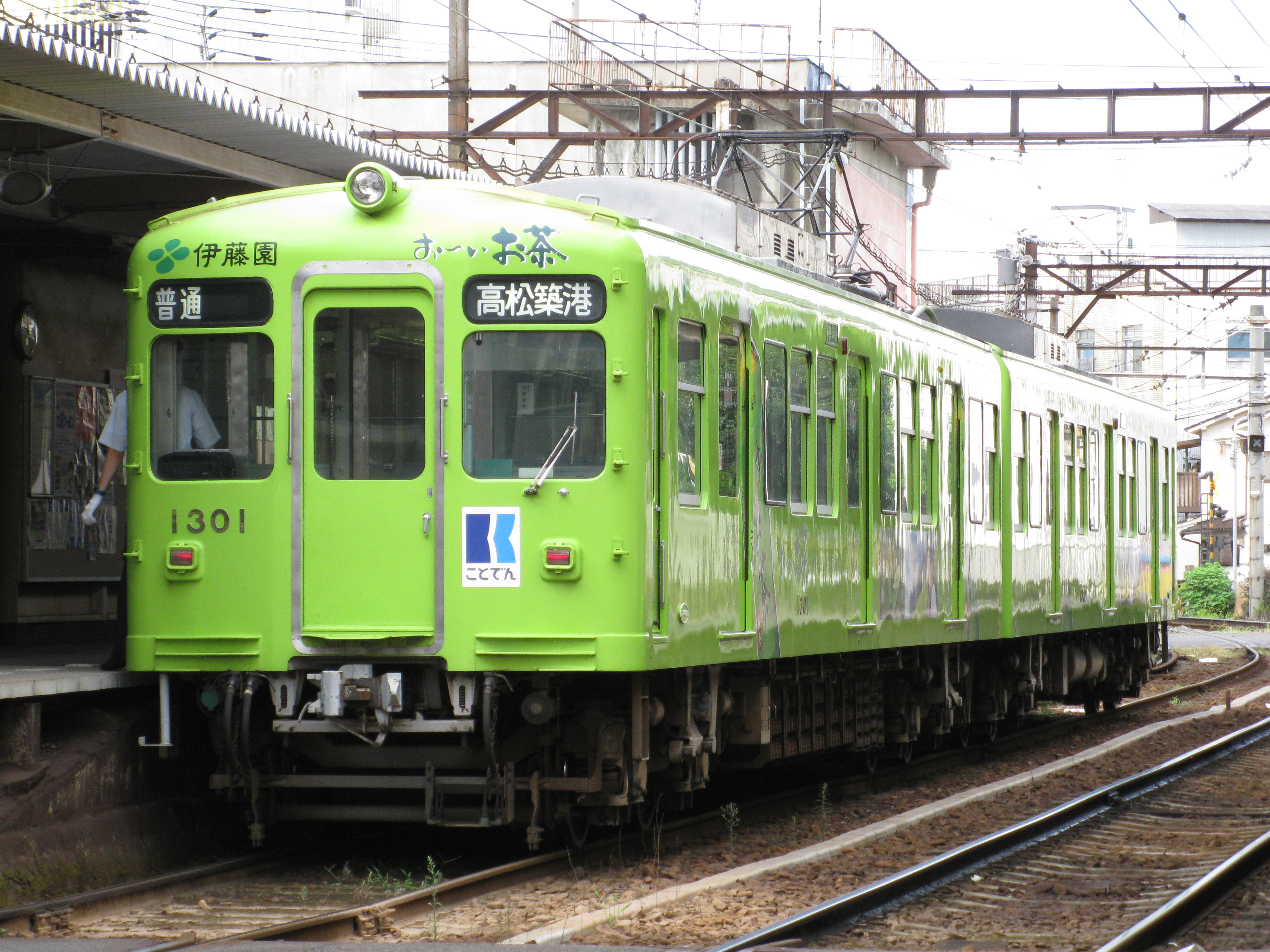
1300형

- 600형 0번대
- 1200형 50번대
- 1300형

## 역 목록
| 역 번호 | 역명           | 일어 역명 | 역간 거리 | 영업 거리 | 접속 노선                                                      | 소재지     | 소재지     |
| ------- | -------------- | --------- | --------- | --------- | -------------------------------------------------------------- | ---------- | ---------- |
| N 02    | 가와라마치     | 瓦町      | -         | 0.0       | 다카마쓰코토히라 전기 철도 고토히라 선 (K 02) · 시도 선 (S 00) | 다카마쓰시 | 다카마쓰시 |
| N 03    | 하나조노       | 花園      | 0.9       | 0.9       |                                                                | 다카마쓰시 | 다카마쓰시 |
| N 04    | 하야시미치     | 林道      | 1.8       | 2.7       |                                                                | 다카마쓰시 | 다카마쓰시 |
| N 05    | 기타히가시구치 | 木太東口  | 0.7       | 3.4       |                                                                | 다카마쓰시 | 다카마쓰시 |
| N 06    | 모토야마       | 元山      | 1.1       | 4.5       |                                                                | 다카마쓰시 | 다카마쓰시 |
| N 07    | 미즈타         | 水田      | 1.3       | 5.8       |                                                                | 다카마쓰시 | 다카마쓰시 |
| N 08    | 니시마에다     | 西前田    | 1.4       | 7.2       |                                                                | 다카마쓰시 | 다카마쓰시 |
| N 09    | 다카타         | 高田      | 1.1       | 8.3       |                                                                | 다카마쓰시 | 다카마쓰시 |
| N 10    | 이케노베       | 池戸      | 1.3       | 9.6       |                                                                | 기타 군    | 미키정     |
| N 11    | 노가쿠부마에   | 農学部前  | 0.8       | 10.4      |                                                                | 기타 군    | 미키정     |
| N 12    | 히라기         | 平木      | 0.5       | 10.9      |                                                                | 기타 군    | 미키정     |
| N 13    | 가쿠엔도리     | 学園通り  | 0.6       | 11.5      |                                                                | 기타 군    | 미키정     |
| N 14    | 시라야마       | 白山      | 1.3       | 12.8      |                                                                | 기타 군    | 미키정     |
| N 15    | 이도           | 井戸      | 0.5       | 13.3      |                                                                | 기타 군    | 미키정     |
| N 16    | 구몬묘         | 公文明    | 0.6       | 13.9      |                                                                | 기타 군    | 미키정     |
| N 17    | 나가오         | 長尾      | 0.7       | 14.6      |                                                                | 사누키시   | 사누키시   |